# 南京事件 (1976年)
南京事件，或称南京反“文革”势力运动，是1976年在南京发生的反对“文化大革命”、支持国务院副總理邓小平進行经济建设政策的活动，是北京天安门四五运动的前奏及重要组成部分。

## 背景
1976年，以中共中央主席毛泽东为领袖的中国共产党主要由后来所谓四人帮的江青、张春桥、王洪文和姚文元等控制。早在1974年，国务院总理周恩来健康状况恶化后，邓小平开始主持中央日常工作，但到1975年年底，国务院副总理邓小平以推行经济建设为主导、背离“文化大革命”路线的措施引起毛泽东不满。1976年1月周恩来逝世后，邓小平再次受到批判，悼念周恩来的活动也在一定程度上受到政府当局压制。
2月6日，由姚文元控制的《内部参考》党内刊物上转载了香港杂志上一篇攻击周恩来的文章。3月5日，上海《文汇报》文章中出现了“党内那个最大的走资派要把被打倒的至今不肯悔改的走资派扶上台”的句子，在当时的环境下被普遍误读为影射极孚民望的周恩来，引起了广泛的愤怒，成为诱发这次事件的一个重要因素。

## 经过
1976年3月28日八时，南京大学数学等系四百多名师生率先公开组织开展周恩来逝世的悼念活动。以周恩来的巨幅遗像为前导，捧着用洁白的玉兰花制作的大花圈，沿着南京主要干道，缓缓地前往梅园新村。当天上午，南京其他十几所大专院校的数万名师生也抬着花圈和挽幛纷纷涌向梅园和雨花台。
3月29日晚和30日，南大三百多名师生“为使反抗‘四人帮’的火种传遍全市和全国”，分成二十多个小组，分赴南京火车站、汽车站、轮船码头及主要街道，到处刷写“谁反对周总理就打倒谁！”、“邓小平和人民心连心！”等大标语。
3月31日夜，南京市十七所大专院校的学生代表在南京大学秘密举行联席会议，酝酿成立“中国民主大同盟”等组织，最后决定以悼念周恩来为旗帜，成立‘南京市各界群众悼念周总理联络站’，推选李西宁为“总指挥”，组织悼念周恩来、支持邓小平、反对继续推行“文化大革命”的活动。

## 影响
南京悼念周恩來、反对四人帮的活動逐步扩展到全国，北京爆发了四五运动，但随即遭到政府的镇压。南京的抗议活动随即也被政府镇压下去。
“文化大革命”结束后，参与镇压南京事件活动的相关人员受到了审判。